# Unidade por Narón
Unidade por Narón és una formació política de caràcter municipalista, independent, nacionalista i progressista.
Té el seu origen en la Unidade Galega de 1979. Després de la seva desintegració els seus components fundaren l'Agrupación Nacionalista Galega de Narón, que més tard s'integraria al PSG-EG i després a Unidade Galega de 1991. Després de la integració d'Unidade Galega (successora del PSG-EG) al BNG, l'alcalde de Narón Xoán Gato i el seu equip de govern al concello de Narón, descontents amb la decisió del partit, fundaren Unidade por Narón. A les seves primeres eleccions aconseguiren 10 regidors que sumat a l'únic regidor d'EU aconseguiren el govern municipal durant el període 1995-1999. En el període 1999-2003 aconseguiren 9 regidors, i aconseguiren formar novament govern amb els 3 del BNG. Finalment, el 2003 aconseguiren majoria absoluta amb 13 regidors del total de 21.
A les eleccions municipals de 2007 es va integrar en Terra Galega, assolint 10 regidors.